# Leon演唱會Crazy Classic?
Leon演唱會Crazy Classic是香港歌手黎明的個人演唱會，由耀榮娛樂、東亞娛樂、英皇娛樂主辦，Johnnie Walker冠名贊助，演唱會於2005年10月10日至15日一連6場在香港體育館舉行，並首次採用八面舞台設計，表演嘉賓包括光良、衛蘭、杜汶澤等。

## 背景
《Leon演唱會Crazy Classic》是黎明第七次在香港體育館（紅磡體育館）舉行的個人演唱會，主辦單位於2005年9月11日舉行首次記者招待會，宣佈演唱會於2005年10月10日至15日晚上8時15分舉行，並以全動畫人物主演的電視廣告配合宣傳，其後於2006年發行演唱會的現場專輯《Leon Crazy Classic Concert》。

## 製作沿革

### 舞台設計
演唱會開放全部4面觀眾席，採用呈鑽石形的八面舞台設計，以安全和照顧所有觀眾為目標，拉近演出者和觀眾的距離，舞台中央設置大型投射螢幕，播出圖案作為舞台背景。

### 售票
《Leon演唱會Crazy Classic》門票售價分別為港幣480元、400元、300元、200元、100元，當中價格最貴的480元門票是首次推出，售價較其他香港歌手的演唱會最貴門票高出80元，黎明表示由於舉行場數及座位較少，紅磡體育館的檔期已滿，不能加場，而製作費卻不能減，因此需要提高票價以彌補製作成本。

### 演出內容
演唱會由雷頌德擔任音樂總監並參與幕前演出，在選曲方面以舊歌和慢歌為主，所有歌曲均經過重新編曲，杜汶澤兼任司儀及表演嘉賓，負責戲劇部份演出，其他表演嘉賓包括光良、衛蘭、應昌佑等，此次演唱會沒有聘用舞蹈員，由汕頭魔術雜技團作間場表演。以下是演唱會的歌曲編排：
| 演唱歌曲                             | 10月10日 | 10月11日 | 10月12日 | 10月13日 | 10月14日 | 10月15日 |
| ------------------------------------ | -------- | -------- | -------- | -------- | -------- | -------- |
| 那有一天不想你                       | ✓        | ✓        | ✓        | ✓        | ✓        | ✓        |
| 無名份的浪漫                         | ✓        | ✓        | ✓        | ✓        | ✓        | ✓        |
| 藍色街燈                             | ✓        | ✓        | ✓        | ✓        | ✓        | ✓        |
| 長情                                 | ✓        | ✓        | ✓        | ✓        | ✓        | ✓        |
| 深秋的黎明                           | ✓        | ✓        | ✓        | ✓        | ✓        | ✓        |
| 深秋的黎明（副歌：你怎麼捨得我難過） | ✓        |          |          |          |          |          |
| 你怎麼捨得我難過（旋律：深秋的黎明） | ✓        |          |          |          |          |          |
| 兩個人的煙火                         | ✓        | ✓        | ✓        | ✓        | ✓        | ✓        |
| 如果可以再見你                       | ✓        | ✓        | ✓        | ✓        | ✓        | ✓        |
| 今夜你會不會來                       |          | ✓        | ✓        | ✓        | ✓        | ✓        |
| My love my fate（衛蘭演唱）          | ✓        | ✓        | ✓        | ✓        | ✓        |          |
| 大哥（衛蘭演唱）                     |          |          |          |          |          | ✓        |
| 今生不再                             | ✓        | ✓        | ✓        | ✓        | ✓        | ✓        |
| 別舔傷口                             | ✓        |          |          |          |          |          |
| 一言為定                             | ✓        | ✓        | ✓        | ✓        | ✓        | ✓        |
| 最後的戀愛（半首）                   | ✓        | ✓        | ✓        | ✓        | ✓        | ✓        |
| 我的另一半                           | ✓        | ✓        | ✓        | ✓        | ✓        | ✓        |
| 送你一瓣的雪花                       | ✓        | ✓        | ✓        | ✓        | ✓        | ✓        |
| 眼睛想旅行（杜汶澤演唱）             | ✓        | ✓        | ✓        | ✓        | ✓        | ✓        |
| 我的親愛（杜汶澤演唱）               | ✓        | ✓        | ✓        | ✓        | ✓        | ✓        |
| 沒名字的歌 無名字的你                | ✓        | ✓        | ✓        | ✓        | ✓        | ✓        |
| 怎會失戀（應昌佑演唱）               |          |          |          |          |          | ✓        |
| 有情郎                               | ✓        | ✓        | ✓        | ✓        | ✓        | ✓        |
| 對不起 我愛你                        | ✓        | ✓        | ✓        | ✓        | ✓        | ✓        |
| 夏日傾情                             | ✓        | ✓        | ✓        | ✓        | ✓        | ✓        |
| 我這樣愛你                           | ✓        | ✓        | ✓        | ✓        | ✓        | ✓        |
| 童話（黎明與光良合唱）               | ✓        | ✓        | ✓        | ✓        | ✓        | ✓        |
| 如果這是情                           | ✓        | ✓        | ✓        | ✓        | ✓        | ✓        |
| 情深說話未曾講                       | ✓        | ✓        | ✓        | ✓        | ✓        | ✓        |

## 各界迴響
演唱會門票於2005年9月12日公開發售，傳媒報導指由於黎明已經4年沒有在香港舉行演唱會，公眾因此大為緊張，有部份人在門票開售前一天到售票處以堆放雜物等方式排隊等待購票，門票於2005年10月初已售出97.5%，剩下的2.5%為單一座位門票。每場演唱會約有九成半入座率，由司儀杜汶澤以粵語、英語、日語、韓語、國語等多國語言致歡迎辭，現場觀眾來自香港及世界各地，包括具知名度的演藝界和政界人士，眾人以叫喊聲、揮動螢光捧、送禮物等方式表達對黎明的支持，黎明走到觀眾席與觀眾握手時，眾人表現瘋狂，整體秩序尚算良好，有觀眾與保安人員口角並發生肢體衝突，雙方其後協議和解，也有觀眾在演唱會舉行期間用手機拍攝現場短片，黎明所屬的唱片公司表示此乃盜錄罪行，希望觀眾自律，並揚言現場保安人員一旦發現絕不姑息。

## 評論摘要
各界對《Leon演唱會Crazy Classic》有不同的看法及評價，有傳媒認為此演唱會內容欠奉，黎明在演出時未有全力以赴，演唱的23首歌曲全是慢歌，沒有跳舞助興，需要由表演嘉賓和雜技團作間場演出，與觀眾剖白的環節亦交由杜汶澤代為演繹，導致部份觀眾有微言，有評論認為黎明的衣著不欺場，一個晚上換上7套服裝，雖然服裝的風格和造型跟以前的演唱會沒有兩樣，但不失斯文，而黎明的現場演唱表現有進步，為演唱會挽回不少分數，6場演唱會的入座率約有九成半，達到低成本高收益的效果。黎明以「滑蛋蝦仁飯」形容過往的演唱會，這次演唱會堅持不跳舞則是「清湯雞絲飯」，他認為演唱會就像做私房菜，賣的是套餐，不是自助餐，並希望觀眾不要在他演唱時送花和給他紅包，以免遺失或影響演唱表現。在歌曲編排方面，黎明表示作為歌手應該向前行，他之前一直不想唱的舊歌不代表不好，希望將舊歌音樂重新編排，會令觀眾有新鮮感，也是他的一個新嘗試。